# Kenneth Stewart
Kenneth Stewart (n. 28 iunie 1925 - d. 2 septembrie 1996), a fost un om politic britanic, membru al Parlamentului European în perioada 1984-1999 din partea Regatului Unit. 
1. ↑  Czech National Authority Database, accesat în 1 martie 2022
2. ↑  Deputații în Parlamentul European